# El Marañón
El Marañón es un corregimiento del distrito de Soná en la provincia de Veraguas, República de Panamá. La localidad tiene 2.322 habitantes (2010).